# Carl Ludwig Schenck zu Schweinsberg
Carl Ludwig Georg Schenck zu Schweinsberg (* 20. Januar 1809 in Marburg; † 31. Januar 1886 in Nieder-Ofleiden, Stadt Homberg (Ohm)) war ein Gutsbesitzer und Mitglied der Zweiten Kammer der Landstände des Großherzogtums Hessen.

## Leben
Carl Ludwig Schenck zu Schweinsberg entstammte dem hessischen Uradelsgeschlecht Schenck zu Schweinsberg, aus dem zahlreiche namhafte Persönlichkeiten hervorgegangen sind. Er war der Sohn des Oberkammerrats Ludwig Johann Carl Schenck zu Schweinsberg (1778–1841) und dessen Ehefrau Dorothea Wilhelmine geb. Gräfin von Rechteren-Limpurg (1784–1844). 1840 heiratete er Ludwinka Ernestine von Borck (1813–1867). 
Er war Gutsbesitzer in seinem Heimatort und wurde im Jahre 1844 Kammerherr. Vom 11. November 1862 bis 1872 war er gewählter Abgeordneter in der Zweiten Kammer der Landstände für den grundbesitzenden Adel während des 17. bis 20. Landtags und gehörte den Konservativen an.